# Клодет Колбер
Емили Клодет Шошоан (/koʊlˈbɛər/, на френски: Émilie Claudette Chauchoin; 13 септември 1903 – 30 юли 1996), по-известна като Клодет Колбер (Claudette Colbert), е американска актриса от френски произход.  Родена в Сен Манде семейството и се премества в САЩ, когато тя е едва на три години. През 1934 г. печели „Оскар“ за най-добра женска роля за играта си във филма „Това се случи една нощ“ (1934) – тя е първата актриса, родена извън Северна Америка, която печели наградата. През 1999 г. Американският филмов институт включва Колбер под Номер-12 в класацията на най-големите жени звезди на класическото холивудско кино.

## Биография
Колбер започва кариерата си на Бродуей през 20-те години на XX век, като се насочва към филмовото изкуство с появата на звука. Първоначално започва работа към студиото на Парамаунт Пикчърс, но постепенно се превръща в една от първите независими актриси в бизнеса. Колбер става известна с веселите си и енергични роли в романтични комедии като „Това се случи една нощ“ с Кларк Гейбъл, „Полунощ“ с Джон Баримор и Мери Астор, „Историята от Палм Бийч“, „Светът е прекрасен“ с Джеймс Стюарт, „Осмата жена на Синята брада“ с Гари Купър. Снима множество филми с Мелвин Дъглъс, Фредрик Марч и Робърт Йънг. Въпреки множеството и комедийните роли, драмите, в които участва Колбер са не по-малко успешни, като „Клеопатра“ с режисьор Сесил Демил, „От както замина“, „Утре е завинаги“, „Трима се върнаха вкъщи“ и „Запомни деня“. Французойката участва и в три франкоезични филма, като най-известният от тях остава „Ако Версай можеше да говори“ (1954).
През активните си години Колбер участва в над шестдесет филма, като в периода 1938–1942 г. е определена като най-големия бокс офис хит за Холивудските студия. През 1938 г. Министерството на финансите на САЩ я определя като втория най-високо платен работник в Холивуд (след директора на Метро-Голдуин-Майер, Луи Б. Майер) и четвъртия най-високо платен корпоративен работник на Америка със заплата от 426 944 щатски долара.
Клодет Колбер умира на 30 юли 1996 г. в Спейтстаун, Барбадос.

## Отличия
„Оскар“ за най-добра женска роля за „Това се случи една нощ“ (1934).
В средата на 50-те години Колбер изоставя филмовата си кариера и се фокусира предимно върху работата си за телевизия и театър, което и спечелва „Тони“ номинация през 1959 г. През 60-те години прогресът и в театралните среди остава в застой, но през следващото десетилетие актрисата се връща с нови сили и печели наградата „Сара Сидонс“ през 1980. За работата си в телевизията печели награда „Златен глобус“, както и номинация за награда „Еми“ за работата си във филма „Двете госпожи Гренвил“.

## Избрана филмография
| Година | Филм                        | Оригинално заглавие     | Роля              | Режисьор    |
| ------ | --------------------------- | ----------------------- | ----------------- | ----------- |
| 1934   | Клеопатра                   | Cleopatra               | Клеопатра         | Сесил Демил |
| 1934   | Това се случи една нощ      | It Happened One Night   | Елън (Ели) Андрюс | Франк Капра |
| 1938   | Осмата жена на Синята брада | Bluebeard's Eighth Wife | Никол де Лоазел   | Ернст Любич |
| 1948   | Спи, моя любов              | Sleep, My Love          | Алисън Кортланд   | Дъглас Сирк |
| 1952   | Жената на плантатора        | The Planter's Wife      | Лиз Фрейзър       | Кен Енакин  |
| 1955   | Лейди от Тексас             | Texas Lady              | Прюдънс Уеб       | Тим Уелън   |